# Diocesi di Mâcon
La diocesi di Mâcon (in latino: Dioecesis Matisconensis) è una sede soppressa della Chiesa cattolica.

## Territorio
La diocesi comprendeva parte della Borgogna. Era delimitata a nord dalla diocesi di Chalon, ad est e a sud dall'arcidiocesi di Lione, e ad ovest dalla diocesi di Autun.
Sede vescovile era la città di Mâcon nell'attuale dipartimento della Saona e Loira, dove fungeva da cattedrale la chiesa di San Vincenzo.
Alla vigilia della rivoluzione francese la diocesi comprendeva 252 parrocchie, suddivise in 6 arcipreture: Cluny, Beaujeu, Charlieu, Vérizet, Le Rousset e Vaurenard.

## Storia
La diocesi è documentata per la prima volta verso la metà del VI secolo: al concilio di Orléans del 538 era presente il vescovo Placido, segnalato ancora al concilio di Parigi del 552. Il castrum Matisconensis, capitale del Mâconnais popolato dagli Edui, faceva parte della provincia romana della Gallia Lugdunense prima; la diocesi era perciò suffraganea dell'arcidiocesi di Lione, sede metropolitana della provincia.
Secondo Louis Duchesne, nel concilio nazionale dei Burgundi del 517 non c'era un vescovo di Mâcon, mentre Placido partecipò a quello di Orléans del 538; lo storico francese conclude che fu in questo periodo che venne eretta la diocesi, in concomitanza con la fine del regno di Borgogna (534) e la spartizione della Lugdunense prima tra i principi merovingi.
Verso la fine del VI secolo e nel secolo successivo si tennero a Mâcon alcuni importanti sinodi della chiesa di Gallia, sotto la protezione di Gontrano, re di Borgogna. Secondo una tradizione leggendaria, in uno di questi concili (585) fu discusso se le donne avessero l'anima oppure no; fu Gregorio di Tours a sfatare questa leggenda. In totale si tennero a Mâcon sei concili: 579, 581 o 582, 585, 624, 906 e 1286.
Tra i primi vescovi di Mâcon si distinsero alcune sante figure: san Placido, primo vescovo noto della diocesi; sant'Eusebio, che prese parte a diversi concili tra il 581 e il 585; san Fiorentino, menzionato nella vita di san Germano di Parigi scritta da Venanzio Fortunato. A questi, la tradizione ha aggiunto altri santi vescovi: Salvino, Nicezio e Giusto.
L'abbazia di Cluny, fondata all'inizio del X secolo, era parte della diocesi di Mâcon, ma ottenne l'esenzione dall'autorità episcopale nell'XI secolo, malgrado l'opposizione del vescovo Drogon.
La cattedrale, dedicata a san Vincenzo di Saragozza, fu ricostruita in stile romanico da Leuboldo de Brancion nell'XI secolo e in stile gotico attorno al 1240. Dell'edificio oggi restano poche strutture: infatti, minacciando di rovinare e non essendoci le risorse per restaurarla, fu decisa nel 1795 la sua demolizione, che cominciò nel 1799.
Durante le guerre di religione, la città fu conquistata dai protestanti nel 1562, che la tennero tuttavia per pochi anni, fino al 1567.
La sede di Mâcon fu soppressa in seguito al concordato con la bolla Qui Christi Domini di papa Pio VII del 29 novembre 1801 e il suo territorio incorporato in quello dell'arcidiocesi di Lione e della diocesi di Autun.
Dal 19 luglio 1853 ai vescovi di Autun è concesso di portare il titolo di vescovi di Mâcon.
La sede di Mâcon ha avuto quattro cardinali: Philibert Hugonet, Charles de Hémard de Denonville, Jean le Jeune e Claude de Longwy de Givry.

## Cronotassi dei vescovi
Il più antico catalogo episcopale di Mâcon è contenuto nel cartulario della cattedrale San Vincenzo, conosciuto con il nome di Livre enchaîné; il primo vescovo menzionato è san Niceto, l'ultimo è Aymon vissuto nella prima metà del XIII secolo. Dal vescovo Braidingo (Braidemus) il catalogo è completo e verificabile con i dati storici. Per i precedenti nove vescovi, risulta molto incompleto, mancando cinque vescovi conosciuti grazie a fonti esterne al catalogo.
- San Placido † (prima del 538 - dopo il 552)[5]
- San Salvino † (menzionato nel 560)[6]
- San Nicezio †[7]
- Chelidonio (o Celodonio) † (menzionato nel 570)[5]
- San Giusto †[8]
- Sant'Eusebio † (prima del 581 - dopo il 585)
- San Fiorentino † (circa 561 o 599)[9]
- Decio I †
- Deodato † (prima del 614 - dopo il 650)[10]
- Mommolo †[11]
- Decio II †[12]
- Domnolo † (menzionato nel 743)[13]
- Gondolfo †
- Adalranno †[14]
- Ildebaldo † (prima dell'814 - dopo l'830)[5]
- Braidingo † (prima dell'853 - dopo l'862)
- Bernardo † (prima dell'866 - 27 agosto 873 deceduto)
- Lamberto † (prima dell'875 - dopo l'11 settembre 878)[15]
- Gontardo † (prima del 15 ottobre 879 - dopo l'881)
- San Gerardo † (prima dell'887 - circa 926 dimesso)[16]
- Leuboldo † (menzionato nel 928 circa)
- Berno † (928 - 936)
- Maimbodo † (937 - 17 ottobre 962 deceduto)
- Teutelmo † (962 - 17 ottobre 967 deceduto)
- Adone † (circa 968 - 971 deceduto)
- Giovanni † (circa 973 - giugno 977 deceduto)
- Milone † (prima del 981 - 996 deceduto)
- Leuboldo de Brancion † (996 - 1018 dimesso)
- Gauslin di Vienne † (prima del 1020 - 1030 o 1031 dimesso)
- Gauthier de Brancion † (1031 - agosto 1062 deceduto)
- Drogon † (1062 - 5 marzo 1072 deceduto)
- Landry de Berzé † (14 aprile 1074 consacrato - 1096 deceduto)
- Bérard de Châtillon † (1096 - 20 luglio 1121 deceduto)
- Jocerand de Baisenens † (1121 - 17 luglio 1143 deceduto)
- Ponce de Thoire † (1144 - 1166 deceduto)
- Étienne de Bâgé † (1167 - circa 19 marzo 1184 deceduto)
- Renaud de Vergy † (1185 - 5 settembre 1198 deceduto)
- Ponce de Villars † (1199 - 30 gennaio 1221 dimesso)
  - Sede vacante
- Aymon † (1228 - 19 ottobre 1242 deceduto)
- Seguin de Lugny † (1242 - maggio 1262 deceduto)
- Jean de Damas † (1262 - 16 dicembre 1264 deceduto)
- Guichard de Germolles † (dicembre 1264 - 17 ottobre 1276 deceduto)
- Pierre de la Jaisse † (11 ottobre 1279 - 17 aprile 1284 deceduto)
- Hugues de Fontaines † (1284 - 25 novembre 1300 deceduto)[17]
- Nicolas de Bar † (1301 - 1330 deceduto)
- Jean de Salagny † (1330 - 1359 deceduto)
- Eudes † (1359 - 21 marzo 1360 deceduto)[18]
- Philippe de Sainte-Croix † (12 ottobre 1360 - 1380 deceduto)
- Jean de Boissy † (5 ottobre 1380 - 29 marzo 1389 nominato vescovo di Amiens)
- Thiébaud de Rougemont † (29 marzo 1389 - 20 agosto 1395 nominato arcivescovo di Vienne)
- Pierre Ravat, C.R.S.A. † (20 agosto 1395 - 29 marzo 1398 nominato vescovo di Saint-Pons-de-Thomières)
- Pierre de Juys † (21 ottobre 1409 - 8 maggio 1412 deceduto)
- Jean Christini † (26 luglio 1412 - ? deceduto)
- Geoffroy de Saint-Amour † (2 settembre 1418 - 1º ottobre 1430 deceduto)
- Jean le Jeune † (10 gennaio 1431 - 26 aprile 1433 nominato vescovo di Amiens)
- Jean de Macet † (20 ottobre 1434 - 30 agosto 1448 deceduto)
- Guido de Ruppeforti † (30 ottobre 1448 - dicembre 1450 deceduto)
- Etienne Hugonet † (17 marzo 1451 - ? deceduto)
- Philibert Hugonet † (2 ottobre 1472 - 14 dicembre 1484 deceduto)
- Etienne de Longwy † (3 marzo 1488 - 1510 dimesso)
- Claude de Longwy de Givry † (24 aprile 1510 - 1528 nominato vescovo di Langres)
- François-Louis Chantereau, O.S.A. † (10 novembre 1529 - 24 settembre 1531 deceduto)
- Charles de Hémard de Denonville † (7 febbraio 1532 - 9 dicembre 1538 nominato vescovo di Amiens)
  - Sede vacante (1538-1541)
- Antoine de Narbonne, O.S.B. † (28 settembre 1541 - 6 ottobre 1542 deceduto)
- Pierre du Châtel † (2 aprile 1544 - 12 ottobre 1551 nominato vescovo di Orléans)
- François de Faucon † (12 ottobre 1551 - 15 dicembre 1553 nominato vescovo di Carcassonne)
- Amanieu de Foix † (6 luglio 1556 - ? dimesso)
- Giovanni Battista Alamanni † (29 maggio 1560 - 13 agosto 1582 deceduto)
- Luca Alemanni † (18 luglio 1583 - 7 agosto 1598 nominato vescovo di Volterra)
- Caspar Dinet, O.M. † (2 agosto 1599 - 30 novembre 1619 deceduto)
- Louis Dinet † (28 settembre 1620 - 3 ottobre 1650 deceduto)
- Jean de Lingendes † (13 febbraio 1651 - 2 maggio 1665 deceduto)
- Michel Colbert † (11 ottobre 1666 - 28 novembre 1676 deceduto)
- Michel Cassagnet de Tilladet † (11 ottobre 1677 - 6 settembre 1731 deceduto)
- Henri-Constance de Lort de Serignan de Valras † (9 giugno 1732 - 8 novembre 1763 deceduto)
- Gabriel-François Moreau † (9 aprile 1764 - 6 settembre 1801 dimesso)
  - Sede soppressa